# Solid (Software)
Solid (Akronym für Social Linked Data) ist ein Projekt zur Dezentralisierung des World Wide Web, das von dessen Erfinder, Tim Berners-Lee, geleitet wird. Das Projekt wird vom Massachusetts Institute of Technology entwickelt. Das Projekt „zielt darauf ab, die Funktionsweise von Webanwendungen radikal zu ändern, was zu wirklicher Hoheit über die eigenen Daten und damit einer besseren Privatsphäre führt“. Dies soll durch die Entwicklung einer dezentralisierten und vollständig vom Benutzer kontrollierten Plattform erreicht werden.

## Idee
Berners-Lee war bestürzt darüber, dass seine Erfindung zunehmend für destruktive Zwecke missbraucht wurde, etwa als russische Hacker in die US-Wahlen 2016 eingriffen, als der Cambridge-Analytica-Datenskandal öffentlich wurde, als Facebook im Jahr 2012 psychologische Experimente an fast 700.000 Benutzern im Geheimen durchführte oder wenn Google und Amazon Patente für Geräte beantragt haben, die auf emotionale Veränderungen der menschlichen Stimmen achten. Vor diesem Hintergrund hat Berners-Lee das Solid-Projekt als ersten Schritt konzipiert, um Nutzern die volle Kontrolle über ihre Daten zu geben. Das Solid-Projekt steht jedem offen, der mitmachen oder dazu beitragen will.

## Design
Der Schwerpunkt von Solid liegt darin, Informationen so zu nutzen und zu teilen, dass die Privatsphäre gewahrt bleibt. Ein Benutzer speichert persönliche Daten in „Pods“ (personal online data stores; persönliche Online-Datenspeicher), die dort gehostet werden, wo der Benutzer dies wünscht. Anwendungen, die von Solid authentifiziert werden, dürfen Daten anfordern, wenn der Benutzer der Anwendung die Berechtigung erteilt. Ein Benutzer kann persönliche Informationen unter mehreren Pods verteilen; Zum Beispiel können verschiedene Pods persönliche Profildaten, Kontaktinformationen, Finanzinformationen, Gesundheit, Reisepläne oder andere Informationen enthalten. Der Benutzer kann dann eine authentifizierte Anwendung für soziale Netzwerke nutzen, indem er ihr die Berechtigung erteilt, auf die entsprechenden Informationen in einem bestimmten Pod zuzugreifen. Der Benutzer behält die vollständige Eigentümerschaft und Kontrolle über die Daten in seinen Pods: im Einzelnen, welche Daten in jedem Pod enthalten sind, wo jeder Pod gespeichert ist und welche Anwendungen die Berechtigung zur Verwendung der Daten haben.
Solid besteht aus folgenden Komponenten:
- Eine organisierte Sammlung von Standards und Datenformaten / -vokabularen, die die gleichen Funktionen wie zentralisierte Social-Media-Dienste bieten, z. B. Identität, Authentifizierung, Anmeldung, Berechtigungslisten, Kontaktverwaltung, Messaging, Feedabonnements, Kommentare und Diskussionen.
- Server, die die Solid-Spezifikation implementieren
- Einer Testsuite zum Testen und Validieren von Solid-Implementierungen
- Einem System aus sozialen Anwendungen, Identitätsanbietern und Hilfsbibliotheken, die auf der Solid-Plattform ausgeführt werden
- Einer Community mit Dokumentation, Diskussionen, Tutorials und Präsentationen